# Трећи сталеж
Трећи сталеж је био један од три слоја француског друштва у доба краљевине. Процењује се да је, непосредно пред избијање Француске револуције, 27.000.000 грађана Француске било у трећем сталежу што је чинило укупно 97% целокупног становништва. 

## Положај
Трећи сталеж окупљао је ниже свештенство, сељаке, градско становништво, трговце, банкаре, професоре, занатлије, учитеље... Опат Жозеф Сијес је у својој брошури "Шта је трећи сталеж" изнео идеју да трећи сталеж чини француску нацију. Француска револуција понеће се за тим начелом. Док су остала два сталежа (свештенство и племство) чинила аристократски део друштва без икаквих финансијских обавеза према држави, сав порез је разрезиван на трећи сталеж. Најтеже је било сељацима. Неки су чак били и у кметском положају па су их феудалци угњетавали на различите начине. Разлике између прва два и трећег сталежа биле су непремостиве и водиле су Француску у револуцију какву до тада човечанство није доживело.

## Покретање револуције
Губитак колонија у време владавине Луја XV означио је почетак кризе у Француској. Она се продубила у време владавине Луја XVI (1774—1792). Раскошан живот краља и краљице Марије Антоанете коју је друштво прозвало "Краљица Дефицит" довело је до економске кризе. Након извештаја банкара Некера, краљ је приморан да сазове Скупштину сталежа која није заседала пуних 175 година. Скупштина сталежа је заказана за 5. мај 1789. године. Сваки од сталежа имао је право на по један глас што је значило да ће све одлуке трећег сталежа бити надгласане одлукама друга два сталежа. Због тога су посланици трећег сталежа захтевали измене у начину гласања. Краљево одбијање да се изјасни о томе и покушаја да распусти скупштину довело је до формирања Народне скупштине која је тражила независно решење проблема од краљеве управе и која је предводила француски народ у борби за Бастиљу. Велика инфлација и истовремени недостатак хране услед слабе жетве довели су до велике глади у зиму 1788.-1789. године што је довело до распрострањеног незадовољства народа, од којих су сви припадали трећем сталежу. Зато је Народна скупштина почела да врши притисак захтевајући реформе. Убрзо након тога, услед непопустљивости краља на захтеве трећег сталежа почињу грађански немири који воде у Француску револуцију. Члан Народне скупштине био је и Максимилијан Робеспјер, председник јакобинаца, који ће у годинама које следе постати важан политички инструмент у турбулентном периоду насиља и политичких преокрета у Француској, познатом као Владавина терора.
Декларацијом права човека и грађанина проглашена је једнакост свих Француза. 